# Phaneta altana
Phaneta altana is een vlinder uit de familie van de bladrollers (Tortricidae). De wetenschappelijke naam van de soort is, als Thiodia altana, voor het eerst geldig gepubliceerd in 1927 door James Halliday McDunnough.

## Type
- holotype: "male"
- instituut: CNC, Ottawa, Ontario, Canada
- typelocatie: "Canada, British Columbia, Alta Lake"